# Cladosporium lonicericola
Cladosporium lonicericola är en svampart som beskrevs av Yong H. He & Z.Y. Zhang 2001. Cladosporium lonicericola ingår i släktet Cladosporium och familjen Davidiellaceae.   Inga underarter finns listade i Catalogue of Life.